# Rhyparus denieri
Rhyparus denieri är en skalbaggsart som beskrevs av Martinez 1950. Rhyparus denieri ingår i släktet Rhyparus och familjen Aphodiidae. Inga underarter finns listade i Catalogue of Life.